# Teatro Xola Julio Prieto
El Teatro Xola Julio Prieto es un teatro ubicado en la Ciudad de México. Uno de los más de 60 foros que el director del IMSS, Benito Coquet, mandó construir en la mayoría de las capitales de los estados del país.
Inaugurado originalmente como Teatro Xola el 28 de marzo de 1960, con la obra Marco Po1lo, de Eugene O'Neill, dirigida por Ignacio Retes, con la actuación de José Gálvez, José Elías Moreno, Claudio Brook y Leonor Llausás. está ubicado en la alcaldía Benito Juárez en la Ciudad de México y cuenta con un aforo de 501 personas. El teatro Xola Julio Prieto forma parte de un circuito de teatros públicos construidos por el Instituto Mexicano del Seguro Social en la década de los sesenta a nivel nacional. Este teatro fue renombrado  en la década de los setenta en honor al escenógrafo Julio Prieto Posadas quien fue partícipe en la construcción del teatro.
El arquitecto Luis Zedillo Castillo fue encargado del diseño del Teatro Xola Julio Prieto, así como del Teatro del Tepeyac, Legaría y del Morelos.  Al Teatro Xola y al Tepeyac se les conoció como teatros gemelos por la similitud en algunos de sus elementos arquitectónicos. El  Teatro Xola Julio Prieto introdujo innovaciones en su escenario italiano como la instalación de un disco giratorio y  la abolición del arco de proscenio, lo cual permite una relación más directa entre el público y los actores.